# Metal Gear Rising: Revengeance
Metal Gear Solid: Rising (メタルギアソリッドライジング, Metaru Gia Soriddo Raijingu) és un videojoc d'acció de la saga Metal Gear de Kojima Productions. El videojoc va ser anunciat a la conferència de premsa de Microsoft de l'E3 del 2009, i està disponible per a la PlayStation 3, la Xbox 360 i el Microsoft Windows. L'eslògan original de la saga, "Tactical Espionage Action", ha sigut reemplaçat per "Lightning Bolt Action", per adequar-se al nou protagonista, Raiden; la paraula raiden (雷電) és "tro i llampec" en japonès. Rising és una interqüela situada entre els esdeveniments de Metal Gear Solid 2: Sons of Liberty i Metal Gear Solid 4: Guns of the Patriots.